# Arborycydy
Arborycydy, sylwicydy – herbicydy używane do niszczenia zbędnych drzew i kolczastych krzewów. Do tej grupy zalicza się także preparaty powodujące usychanie przeznaczonych do wyrębu drzew, co ułatwia zdejmowanie kory i przyspiesza wysychanie drewna.
Fitotoksyczne BST używany są na polu walki do oczyszczania terenu.